# Alliance centriste

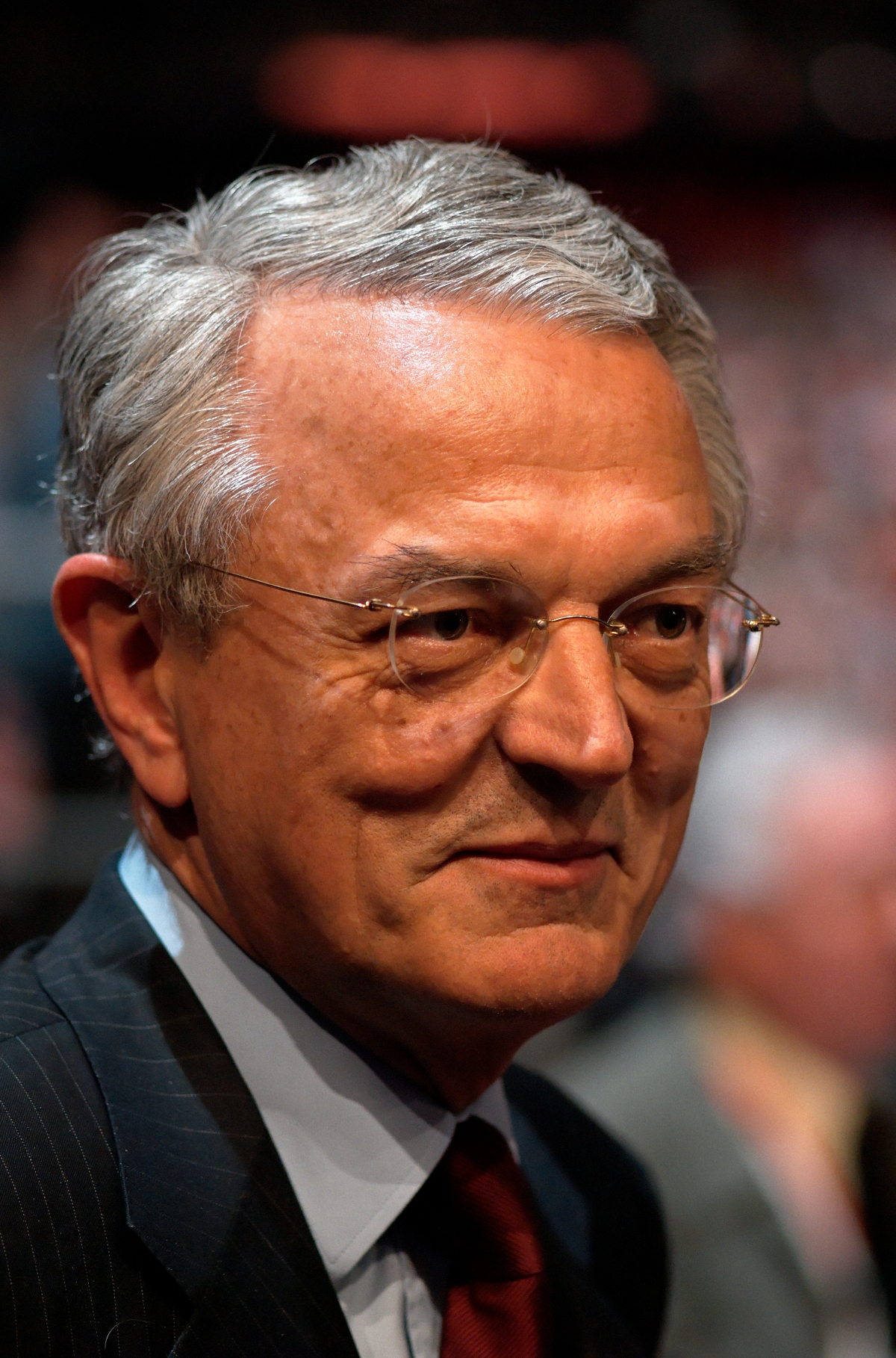
Jean Arthuis in 2007

De Alliance centriste (AC, Nederlands: Alliantie van het Centrum) is een centristische politieke partij in Frankrijk. De partij werd in 2009 door Jean Arthuis opgericht.

## Geschiedenis
De partij heette vanaf de oprichting op 16 juli 2008 tot 27 juni 2009 Rassembler les centristes, Verenig het centrum.
Het initiatief tot de oprichting kwam van senator Jean Arthuis. Het werd een organisatie van centrumgerichte krachten, die afkomstig waren uit de in 2007 opgeheven Union pour la Démocratie Française UDF. Na het uiteenvallen van de UDF raakten de politici van het centrum over verschillende partijen verdeeld, die zich als de opvolgers van de UDF zagen. Arthuis' pleidooi voor een nieuwe middenpartij vond bij nog 17 senatoren steun, een afgevaardigde en vier Franse leden van het Europees Parlement, die een door Arthuis voorbereid manifest ondertekenden.
Rassembler les centristes werd op 27 juni 2009 in de Alliance centriste omgezet. De belangrijkste doelstelling tot de oprichting van de AC, een vereniging van alle centrumkrachten kwam echter niet van de grond. Wel sloten een aantal senatoren en een afgevaardigde zich bij de AC aan, waaronder een deel van de ondertekenaars van het manifest van juli 2008. Arthuis werd tot voorzitter van de nieuwe partij gekozen.
De Alliance centriste verloor bij de verkiezingen van 2011 twee van haar zes zetels in de Senaat. Bij de parlementsverkiezingen van 2012 behaalde de partij twee zetels. Arthuis werd in 2014 voor de AC in het Europees Parlement gekozen. Bij verkiezingen voor de Senaat datzelfde jaar ging de partij van zes naar negen zetels.
Philippe Folliot werd op 3 september 2016 tot de nieuwe partijvoorzitter gekozen. 

## Union des démocrates et indépendants
De AC is mede-oprichter van de op 9 oktober 2012 gestichte Union des démocrates et indépendants UDI. De Alliance centriste maakt in de Nationale Vergadering deel uit van de fractie van de UDI en in de Senaat van de UDI-UC.

## Ideologie
De partij noemt als ideologische wortels: christendemocratie, radicalisme, liberalisme, Europeanisme en centrum politiek. De partij staat een sociale markteconomie voor en streeft naar een begrotingsevenwicht, geldt als behoudender dan soortgelijke centrumpartijen in Frankrijk, zoals Les Centristes en Mouvement démocrate.

## Jeugdafdeling
De jeugdafdeling draagt de naam Génération centriste: Jeunes de l'Alliance Centriste en wordt door Pierre Fouquet geleid. De beweging staat open voor jongeren onder de dertig jaar.
De Jeunes de l'Alliance centriste maken deel uit van de UDI Jeunes.

## Europees Parlement
De partij maakt in het Europees Parlement deel uit van de Alliantie van Liberalen en Democraten voor Europa ALDE. Alleen Jean Arthuis is er voor de Alliance centriste in vertegenwoordigd.
Samenstelling per 27 juli 2019 
 De deelnemende partijen met de meeste zetels worden genoemd, alleen de partijen met een enkele zetel binnen de fractie ontbreken.